# Onderwijstijd
Onderwijstijd is de tijd voor activiteiten uit het onderwijsprogramma die de overheid als zodanig meetelt.

## Activiteiten
De Onderwijsinspectie in Nederland hanteert een aantal criteria waarin onderwijsactiviteiten moeten voldoen om te vallen onder onderwijstijd. Het onderwijs:
- moet onder pedagogisch-didactische verantwoordelijkheid van bekwaam onderwijspersoneel worden uitgevoerd.
- moet deel uitmaken van het door de school geplande en voor de leerlingen verplichte onderwijsprogramma.
- moet door een inspirerend en uitdagend karakter bijdragen aan een zinvolle invulling van de totale studielast van leerlingen.

## Achtergrond
Staatssecretaris Van Bijsterveldt heeft in 2007 de norm voor onderwijstijd, op aandringen van onder andere de VO-raad, aangepast. Deze aanpassingen worden op aanbevelingen van de Commissie Onderwijstijd voortgezet in de nieuwe wet voor de onderwijstijd die vanaf augustus 2011 geldt in Nederland.
In deze wet wordt niet langer gerekend in lesuren maar in onderwijstijd. Reden daarvoor is dat scholen vaak onderwijsactiviteiten organiseren die niet binnen een lesuur vallen. De vaststelling van wat valt onder onderwijstijd gaat in de nieuwe wet naast de MR, ook in overleg met ouders en leerlingen. De verantwoording achteraf mag op groepsniveau in plaats van per leerling. Nederlandse scholen mogen rekenen volgens de nieuwe normen, dat wil zeggen 1000 klokuren voor alle leerjaren, uitgezonderd het laatste leerjaar (700 uur).

## Prestaties
Onderzoek toont aan dat er een directe relatie bestaat tussen schoolprestaties en onderwijstijd. Niet alleen het aantal uren maar ook de regelmaat telt daarbij zwaarwegend. Zo zijn bijvoorbeeld de lange zomervakanties in de VS bepalend voor het feit dat arme kinderen op achterstand geraken bij rijke kinderen die onder aansporing van hun ouders de zomervakantie leerzaam (summerschool) invullen.

## Lesuitval
Lesuitval in het onderwijs is een zorgenkindje. Ouders en inspectie beschouwen dit als een belangrijk aandachtspunt. Uit het inspectieverslag van 2005 was te lezen dat maar bij zo'n 30 procent van de onderwijsinstellingen de leerlingen voldoende onderwijstijd krijgen om te leren wat ze dienen te leren. Tot die tijd werd er nauwelijks iets door de onderwijsinstellingen over omvang en aard van de uitval vastgelegd. Het Nederlandse Ministerie van Onderwijs, Cultuur en Wetenschappen is daarom in 2003 begonnen met een verkenning naar hoe vaak lesuitval op lager, voortgezet en middelbaar beroepsonderwijs voorkomt. Het bleek dat lessen voornamelijk in het voortgezet onderwijs uitvallen op de voet gevolgd door met middelbaar beroepsonderwijs. Het primair onderwijs kende in verhouding nauwelijks uitval van lessen.
De aard van het uitval in het Nederlands voortgezet onderwijs betrof volgens het daarop ingestelde vervolgonderzoek:
- gemiddeld valt er een les in de week uit
- het lesuitval is het grootst in de wintermaanden en het voorjaar
- de donderdag is koploper, de maandag de achterblijver
- lessen vallen vooral aan het eind van de dag uit
- gedurende de dag wordt er vaker vervangen
- vooral in de eerste leerjaren is de meeste uitval van lessen
- in de laatste jaren wordt er nauwelijks vervangen
- de culturele en creatieve vakken kenden de meeste uitval (vaak omdat deze vakken vaak voor vergaderingen worden uitgeroosterd), exacte en economische vakken de minste
- in het Westen en in de grote steden is de lesuitval meer dan een kwart hoger dan elders
- de voornaamste reden voor uitval is ziekte (winter, steden), gevolgd door organisatorische redenen (voorjaar) zoals schoolreisjes, vergaderingen.

## Bestrijding
Lesuitval bestrijden is voor scholen een belangrijke opdracht. Voor vbo- en mavo-leerlingen werkt een invalregeling of een verplichte huiswerkles. Bestrijden van het dreigende lerarentekort levert ook een belangrijke bijdrage omdat zelfs 1 procent tekort al kan leiden tot het verzorgen van te weinig onderwijs. Scholen doen vaak bij het voorkomen van lesuitval een beroep op het eigen personeel in plaats van elders vervanging te regelen waardoor deze een toenemende werkdruk ervaren wat de kans op ziekte van de docent weer vergroot. Zoekt men echter veel sneller vervanging buiten de eigen instellingen dan ontstaat een actieve pool van invallers.